# Catherine Jérémie
Catherine Jérémie, född 1664, död 1744 i Montreal, var en kanadensisk botaniker och barnmorska. 
Hon föddes Quebec som dotter till handlaren Noël Jérémie och Jeanne Pelletier, och gifte sig 1681 med Jacques Aubuchon och 1688 med kunglige notarien Michel Lepailleur de Laferté (d. 1733). Hon var bosatt i Montreal från 1702, där hon var verksam som barnmorska. 
Catherine Jérémie var känd som botaniker. Enligt intendenten Hocquarts rapport från 1740, hade hon i många år ägnat sig åt att studera hemligheterna bakom indiansk medicin. Under denna tid bedrev franska naturalister en ivrig forskning på växtlivet i Kanada, och Catherine Jérémie tillhörde de växtsamlare i Kanada som deltog i myndigheternas leveranser av växter till de franska naturalisterna. Hennes intresse låg främst i forskning på medicinalväxter, och hon blev känd för sina detaljerade beskrivningar av egenskaperna hos de plantor hon sände till Frankrike, något som inte var en självklarhet bland den tidens växtleverantörer, och som förvaras i Muséum National d’Histoire Naturelle i Paris. 